# شهید گمنام

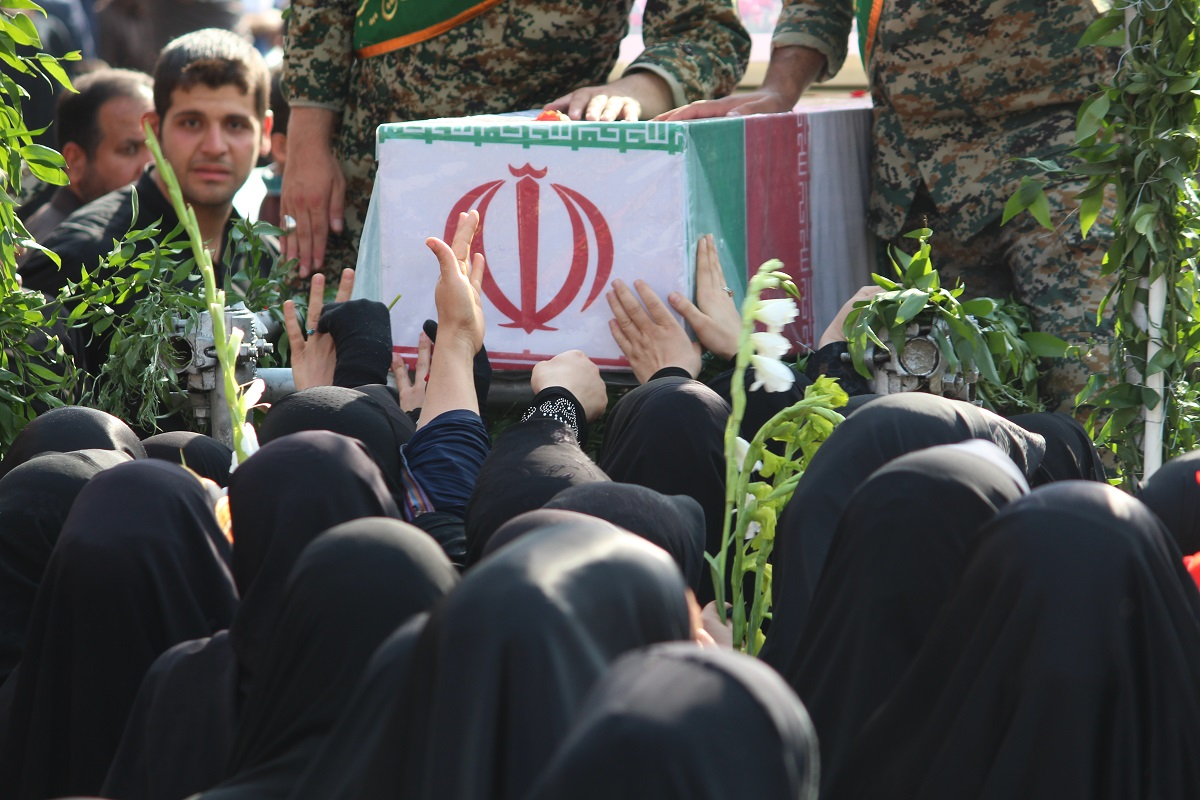
تابوت یک شهید گمنام بر روی دستان مردم در مراسم تشییع پیکر شهدای گمنام در تهران

شهید گمنام اصطلاحاً به آن دسته از کشته‌شدگان ایرانی در جنگ ایران و عراق گفته می‌شود که هویتشان نامعلوم است. معمولاً بر سر مزار این افراد آرامگاهی ساخته می‌شود و مردم به دیدن آنها می‌آیند و مردم آنها را مقدس می‌شمارند و به آنها توسل می‌کنند.

## تشخیص ایرانی بودن
تشخیص ایرانی‌بودن کشته‌شدگان از طریق اقلام و تجهیزات جانبی سربازان و سرآخر از طریق آزمایش دی‌ان‌ای انجام می‌گیرد. پزشکان متخصص آناتومی از روی استخوانهای آنان می‌توانند سن کشته شدگان را تشخیص دهند. محمود تولایی، رئیس سابق پژوهشکده فناوری‌های نوین زیستی در این باره گفته است:
«ما با بهره‌گیری از قطعه کوچکی از نمونه پیکر شهدای گمنام، یک بانک اطلاعاتی و از نمونه خانواده‌های مفقودان هم یک بانک دی‌ان‌ای یا ژنتیکی تشکیل می‌دهیم و با استفاده از دانش زیست فناوری، ارتباط بین بانک معلوم که خانواده‌ها هستند و بانک مجهول که پیکرها هستند را بررسی و به شناسایی مفقودان کمک می‌کنیم. اما چون در بسیاری از موارد، اجساد در طی مدتی طولانی در شرایط نامناسب محیطی قرار گرفته‌اند؛ ممکن است بعضی از آنها برای آزمایش‌های مورد نظر مناسب نباشند و در برخی موارد کار شناسایی را ناممکن می‌سازد.»

## تدفین در دانشگاه‌ها و مراکز مهم
نخستین بار در سال ۱۳۷۴ خورشیدی بود که اجساد کشته‌شدگان با عنوان «شهید گمنام» دفن شدند و نخستین بار این خاکسپاری‌ها در جزیره ابوموسی انجام شد. سپس این امر به دانشگاه‌ها و مراکز مختلف علمی، آموزش و تحقیقاتی کشیده شد و حکومت ایران دلیل آن را تقاضاهای مردم مناطق مختلف ایران و مسئولین برای نزدیکی به قبرهای شهدای گمنام عنوان کرده است.

## یادواره
برای بزرگداشت کشته شدگان تحت عنوان شهید گمنام، یک بزرگراه در شهر تهران به نام بزرگراه شهید گمنام نام‌گذاری شده است.

## آمار
پس از جنگ ایران و عراق، تعداد زیادی از اجساد کشته شدگان ایرانی بدون هویت و نام باقی ماندند که دلایل مختلفی برای آن از طرف مسئولین حکومت ایران گفته شده است: «از جمله اینکه عده‌ای از این افراد پلاک‌های شناسایی‌شان را به همراه خود نمی‌بردند تا گمنام بمانند. برخی از این کشته‌شدگان هم در عملیات‌ها با از بین رفتن سر یا صورت کشته شدند و قابل شناسایی نبودند. بعضی از آنها نیز به خاطر اینکه در محل کشته‌شدنشان امکان برگرداندن جسد آنها در آن زمان وجود نداشته و سال‌ها بعد در طی عملیات‌های تفحص پیدا شده‌اند؛ حکومت ایران آنها را جزو شهدای گمنام جنگ اعلام کرده است. البته از میان این گروه اجساد پیداشده، تعدادی از آنها با وجود سال‌ها بی‌نشانی، با تطبیق دی‌ان‌ای شناسایی شدند ولی بعضی دیگر همچنان با عنوان گمنام دفن شدند.» به گزارش تسنیم، تا سال ۱۴۰۲ خورشیدی، تعداد اجساد پیدا شده از کشتگان ایرانی جنگ ایران و عراق، بیش از ۴۵ هزار نفر بوده است که نزدیک به ۳۵ هزار تن از آنها شناسایی شدند. براساس این گزارش از ابتدای جنگ تا سال ۱۴۰۲، حدود ۱۰ هزار نفر از این افراد با نام شهید گمنام در نقاط مختلف ایران دفن شده‌اند.

## نگارخانه

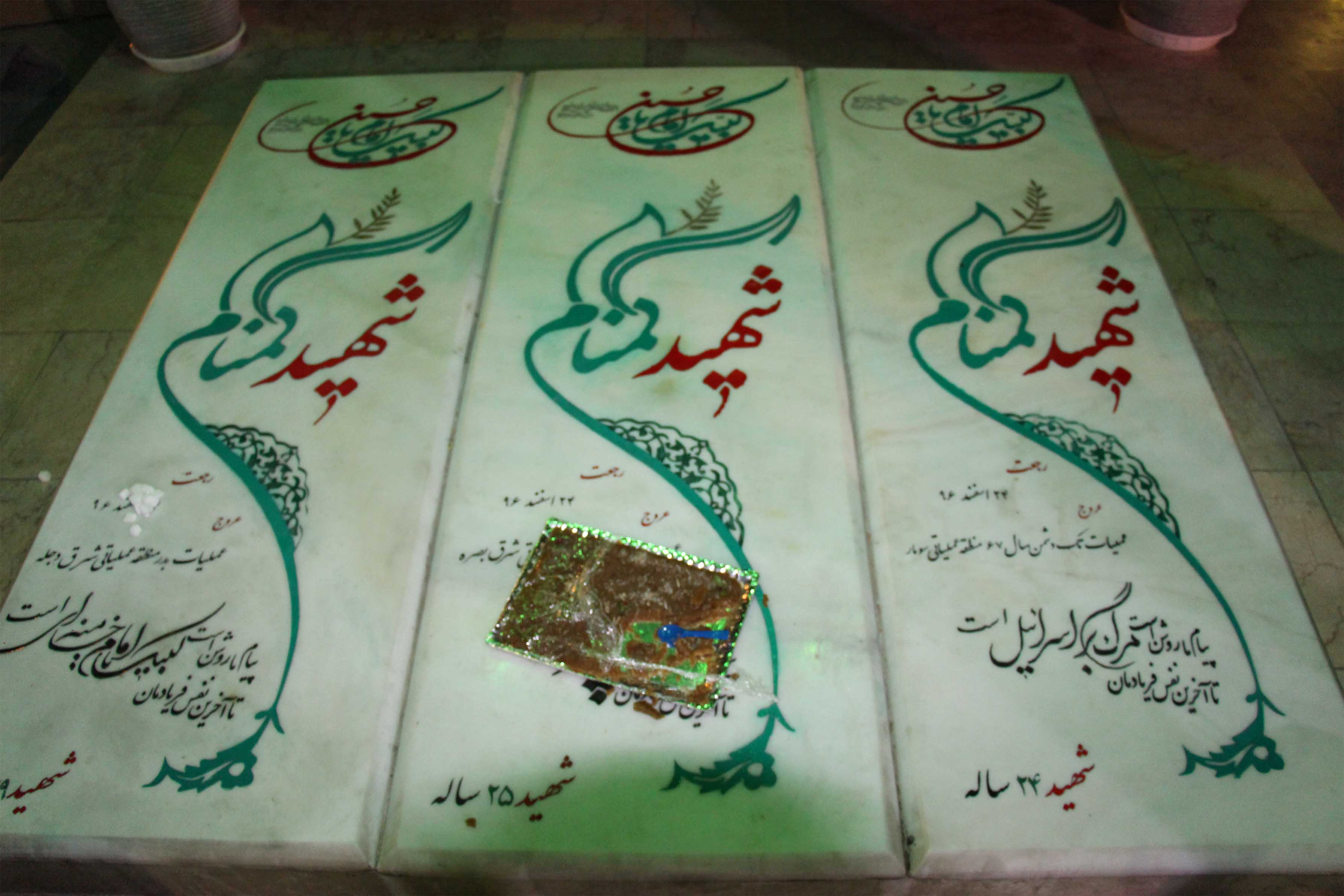
سنگ قبر ۳ شهید گمنام واقع در فاز یک شهرک اندیشه
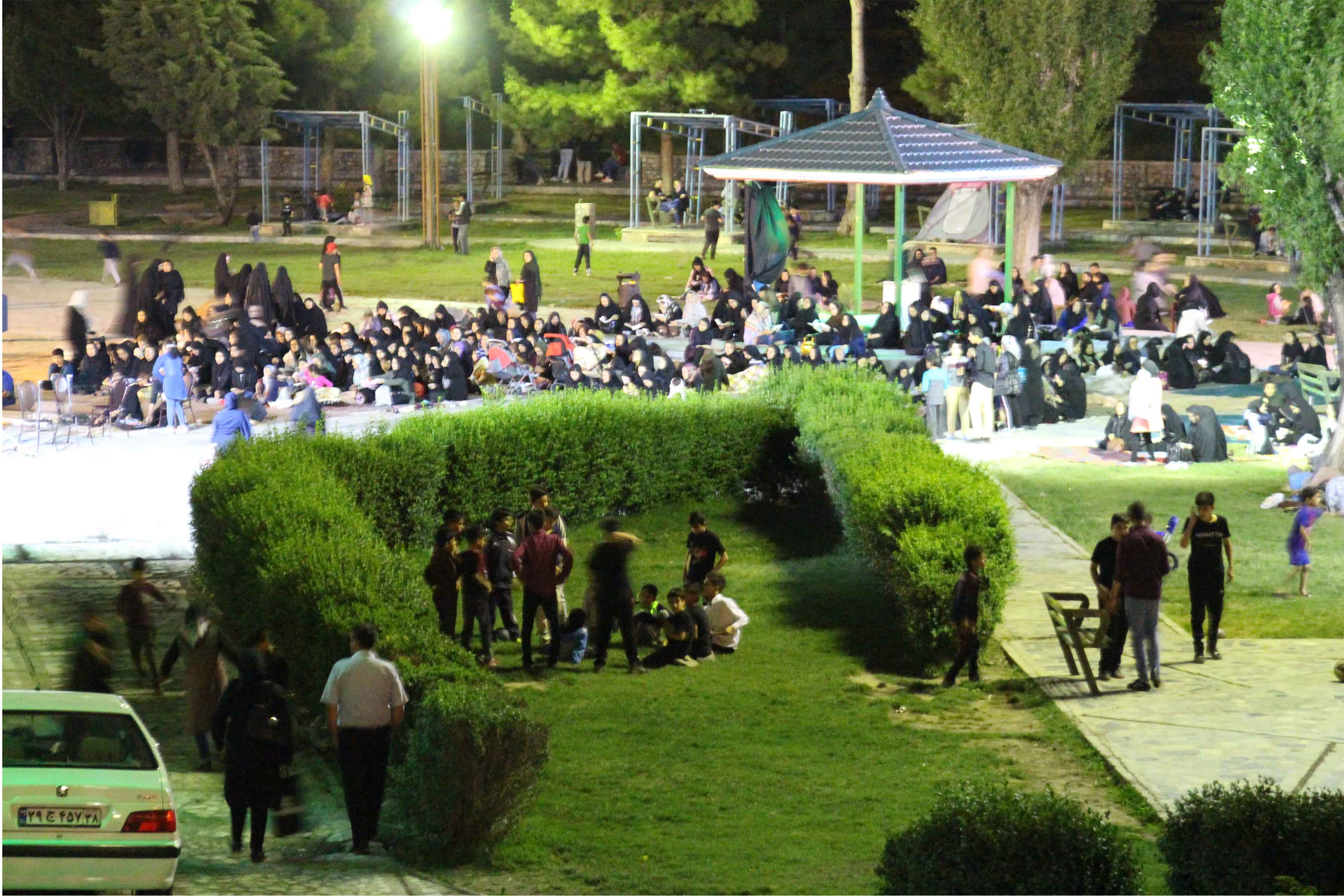
برگزاری مراسم شب‌های قدر در کنار شهدای گمنام در فاز یک شهرک اندیشه
یادمان شهدای گمنام مایان تبریز
مزار شهدای گمنام مایان تبریز